# Stylomesus weddellensis
Stylomesus weddellensis is een pissebed uit de familie Ischnomesidae. De wetenschappelijke naam van de soort is voor het eerst geldig gepubliceerd in 2008 door Angelika Brandt & Andres.